# مانولو مارتینز
مانولو مارتینز (انگلیسی: Manolo Martínez؛ زادهٔ ۱۵ ژوئن ۱۹۸۰) بازیکن فوتبال اهل اسپانیا است.
از باشگاه‌هایی که در آن بازی کرده‌است می‌توان به باشگاه فوتبال رکریتیوو اوئلوا، باشگاه ورزشی تنریف، باشگاه خیمناستیک تاراگونا، و باشگاه فوتبال هرکولس اشاره کرد.